# Malin Skogström
Malin Skogström, född 8 april 1995, är en svensk friidrottare som tävlar i grenarna sjukamp och femkamp.
Vid junior-EM i Rieti i Italien i juli 2013 kom Skogström på 9:e plats i sjukamp med 5 290 poäng.

## Personliga rekord
| Utomhus - 100 meter – 12,41 (Västerås, Sverige 29 juli 2018) - 200 meter – 25,32 (Stockholm, Sverige 10 juni 2018) - 200 meter – 25,28 (medvind) (Bydgoszcz, Polen 13 juli 2017) - 800 meter – 2:21,92 (Bydgoszcz, Polen 14 juli 2017) - 100 meter häck – 13,57 (Sollentuna, Sverige 28 juni 2018) - 100 meter häck – 13,56 (medvind) (Helsingborg, Sverige 27 juli 2018) - Höjd – 1,73 (Gävle, Sverige 13 augusti 2017) - Längd – 5,95 (Köpenhamn, Danmark 14 juni 2015) - Tresteg – 11,44 (Gävle, Sverige 12 augusti 2017) - Tresteg – 11,45 (medvind) (Gävle, Sverige 12 augusti 2017) - Kula – 11,72 (Monzón, Spanien 1 juli 2017) - Kula 3 kg – 12,36 (Huddinge, Sverige 15 september 2012) - Spjut – 40,29 (Gävle, Sverige 6 september 2015) - Sjukamp – 5 574 (Bydgoszcz, Polen 14 juli 2017) - Sjukamp U18 – 5 007 (Lerum, Sverige 27 maj 2012) | Inomhus - 60 meter – 8,14 (Uddevalla, Sverige 23 januari 2013) - 600 meter – 1:49,95 (Göteborg, Sverige 10 mars 2012) - 800 meter – 2:26,44 (Norrköping, Sverige 11 februari 2018) - 60 meter häck – 8,39 (Sätra, Sverige 3 februari 2018) - Höjd – 1,73 (Växjö, Sverige 10 februari 2013) - Höjd – 1,72 (Norrköping, Sverige 8 februari 2015) - Längd – 5,93 (Sätra, Sverige 31 januari 2015) - Längd – 5,88 (Sätra, Sverige 31 januari 2015) - Kula – 12,33 (Sätra, Sverige 21 januari 2018) - Kula 3 kg – 11,99 (Göteborg, Sverige 10 mars 2012) - Femkamp – 4 006 (Norrköping, Sverige 11 februari 2018) - Femkamp U18 – 3 506 (Göteborg, Sverige 10 mars 2012) |